# Lijst van Stolpersteine in Weesp

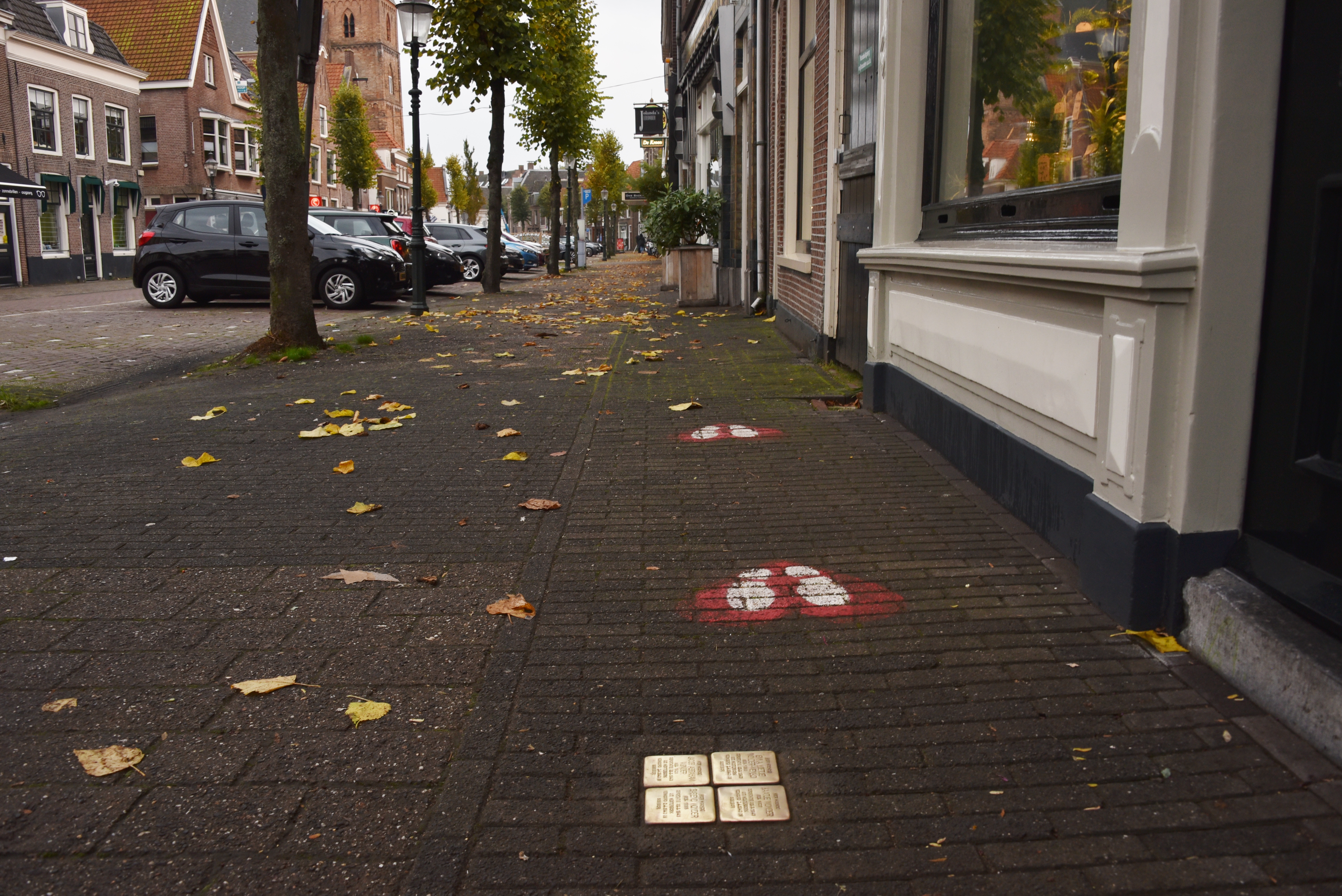
Stolpersteine voor familie Wonder, Nieuwstraat 10

De lijst van Stolpersteine in Weesp geeft een overzicht van de gedenkstenen in de stad Weesp in de Nederlandse provincie Noord-Holland die zijn geplaatst in het kader van het Stolpersteine-project van de Duitse beeldhouwer-kunstenaar Gunter Demnig. Stolpersteine zijn opgedragen aan slachtoffers van het nationaalsocialisme, al diegenen die zijn lastiggevallen, gedeporteerd, vermoord, gedwongen te emigreren of tot zelfmoord gedreven door het nazi-regime. Demnig legt voor elk slachtoffer een aparte steen, meestal voor de laatste zelfgekozen woning.

## Stolpersteine
In Weesp liggen 59 Stolpersteine op veertien adressen. Zij werden op 6 mei 2009 door Gunter Demnig gelegd. Omdat het Stolpersteine-project doorloopt, kan deze lijst onvolledig zijn.
| Afbeelding | Inscriptie | Adres                                                      | Biografie                                        |
| ---------- | --- | ---------------------------------------------------------- | ------------------------------------------------ |
|            | HIER WOONDE FLORA VAN BERGEN GEB. 1909 DEPORTATIE 19.5.1944 UIT WESTERBORK MIDDEN EUROPA VERMOORD 30.9.1944                   | Hoogstraat 38                                              | Flora van Bergen (1909–1944)                     |
|            | HIER WOONDE HARRY PHILIPPUS VAN BERGEN GEB. 1936 GEDEPORTEERD 26.10.1942 UIT WESTERBORK VERMOORD 29.10.1942 AUSCHWITZ         | Herenstraat 20                                             | Harry Philippus van Bergen (1936–1942)           |
|            | HIER WOONDE HARTOG PHILIPPUS VAN BERGEN GEB. 1873 DEPORTATIE 23.3.1943 UIT WESTERBORK VERMOORD 26.3.1943 IN SOBIBOR           | Hoogstraat 38                                              | Hartog Philippus van Bergen (1873–1943)          |
|            | HIER WOONDE MEIJER HARTOG VAN BERGEN GEB. 1914 DEPORTATIE 21.2.1943 UIT WESTERBORK VERMOORD 30.1.1944 IN AUSCHWITZ            | Hoogstraat 38                                              | Meijer Hartog van Bergen (1914–1944)             |
|            | HIER WOONDE PHILIPP HARTOG VAN BERGEN GEB. 1906 GEDEPORTEERD 23.3.1943 UIT WESTERBORK VERMOORD 26.3.1943 SOBIBOR              | Herenstraat 20                                             | Philipp Hartog van Bergen (1906–1943)            |
|            | HIER WOONDE SARA VAN BERGEN GEB. 1905 DEPORTATIE 23.3.1943 UIT WESTERBORK VERMOORD 26.3.1943 IN SOBIBOR                       | Hoogstraat 38                                              | Sara van Bergen (1905–1943)                      |
|            | HIER WOONDE VICTOR ISAAC VAN BERGEN GEB. 1872 VOOR DEPORTATIE DOOD 18.7.1942 AMSTERDAM                                        | Claes Dellsteeg 5                                          | Victor Isaac van Bergen (1872–1942)              |
|            | HIER WOONDE MARIA VAN BERGEN- BROMET GEB. 1866 GEDEPORTEERD 18.9.1942 UIT WESTERBORK VERMOORD 21.9.1942 AUSCHWITZ             | Claes Dellsteeg 5                                          | Maria van Bergen-Bromet (1866–1942)              |
|            | HIER WOONDE BETJE VAN BERGEN- DE LEVIE GEB. 1905 GEDEPORTEERD 26.10.1942 UIT WESTERBORK VERMOORD 29.10.1942 AUSCHWITZ         | Herenstraat 20                                             | Betje van Bergen-de Levie (1905–1942)            |
|            | HIER WOONDE FROUKJE VAN BERGEN-LEVIE GEB. 1869 DEPORTATIE 23.3.1943 UIT WESTERBORK VERMOORD 26.3.1943 IN SOBIBOR              | Hoogstraat 38                                              | Froukje van Bergen-Levy (1869–1943)              |
|            | IN MEMORIAM BAREND BRILLESLIJPER GEB. 1935 DEPORTATIE 8.6.1943 UIT WESTERBORK VERMOORD 11.6.1943 IN SOBIBOR                   | Nieuwstraat 5 (voorheen Stationsplein 8 en Herensingel 74) | Barend Brilleslijper (1935–1943)                 |
|            | IN MEMORIAM LEVIE BRILLESLIJPER GEB. 1905 DEPORTATIE 15.11.1943 UIT KAMP VUGHT VERMOORD 31.1.1944 IN AUSCHWITZ                | Nieuwstraat 5 (voorheen Stationsplein 8 en Herensingel 74) | Levie Brilleslijper (1905–1944)                  |
|            | IN MEMORIAM SARA BRILLESLIJPER- BOOT GEB. 1901 DEPORTATIE 8.6.1943 UIT WESTERBORK VERMOORD 11.6.1943 IN SOBIBOR               | Nieuwstraat 5 (voorheen Stationsplein 8 en Herensingel 74) | Sara Brilleslijper-Boot (1901–1943)              |
|            | IN MEMORIAM LOUISE BRILLESLIJPER- DE MAGTIGE GEB. 1880 DEPORTATIE 25.5.1943 UIT WESTERBORK VERMOORD 28.5.1943 IN SOBIBOR      | Nieuwstraat 5 (voorheen Stationsplein 8 en Herensingel 74) | Louise Brilleslijper-de Magtige (1880–1943)      |
|            | IN MEMORIAM JOËL DENNEBOOM GEB. 1923 GEDEPORTEERD 7.8.1942 UIT WESTERBORK VERMOORD 30.9.1942 IN AUSCHWITZ                     | Slijkstraat 20                                             | Joël Denneboom (1923–1942)                       |
|            | HIER WOONDE MEIJER GAZAN GEB. 1925 GEDEPORTEERD 25.5.1943 UIT WESTERBORK VERMOORD 28.5.1943 SOBIBOR                           | Herensingel 47                                             | Meijer Gazan (1925–1943)                         |
|            | HIER WOONDE SALOMON GAZAN GEB. 1893 GEDEPORTEERD 25.5.1943 UIT WESTERBORK VERMOORD 28.5.1943 SOBIBOR                          | Herensingel 47                                             | Salomon Gazan (1893–1943)                        |
|            | HIER WOONDE FROUKE GAZAN- POLAK GEB. 1891 GEDEPORTEERD 25.5.1943 UIT WESTERBORK VERMOORD 28.5.1943 SOBIBOR                    | Herensingel 47                                             | Frouke Gazan-Polak (1891–1943)                   |
|            | HIER WOONDE HARTOG GOLDSTEIN GEB. 1870 DEPORTATIE 10.3.1943 UIT WESTERBORK VERMOORD 13.3.1943 IN SOBIBOR                      | Sleutelsteeg 3                                             | Hartog Goldstein (1870–1943)                     |
|            | HIER WOONDE SAMUEL VAN DER HAL GEB. 1881 DEPORTATIE 31.8.1943 UIT WESTERBORK VERMOORD 3.9.1943 IN SOBIBOR                     | Sleutelsteeg 3                                             | Samuel van der Hal (1881–1943)                   |
|            | HIER WOONDE RIEKA VAN DER HAL- DENNEBOOM GEB. 1872 DEPORTATIE 31.8.1943 UIT WESTERBORK VERMOORD 3.9.1943 IN AUSCHWITZ         | Sleutelsteeg 3                                             | Rieka van der Hal-Denneboom (1872–1943)          |
|            | HIER WOONDE HANS HEUMANN GEB. 1908 GEDEPORTEERD 25.1.1944 UIT WESTERBORK VERMOORD 31.8.1944 AUSCHWITZ                         | Herensingel 47                                             | Hans Heumann (1908–1944)                         |
|            | HIER WOONDE CHAJA EVA KANAREK GEB. 1933 DEPORTATIE 25.5.1943 UIT WESTERBORK VERMOORD 28.5.1943 IN SOBIBOR                     | Stationsplein 11                                           | Chaja Eva Kanarek (1933–1943)                    |
|            | HIER WOONDE EFRAIM KANAREK GEB. 1922 DEPORTATIE AUSCHWITZ VERMOORD 1945 TIJDENS DODENMARS                                     | Stationsplein 11                                           | Ephraim Kanarek (1922–1945)                      |
|            | HIER WOONDE ELISER BENJAMIN KANAREK GEB. 1929 DEPORTATIE 25.5.1943 UIT WESTERBORK VERMOORD 28.5.1943 IN SOBIBOR               | Stationsplein 11                                           | Eliser Benjamin Kanarek (1929–1943)              |
|            | HIER WOONDE MOZES KANAREK GEB. 1891 DEPORTATIE 25.5.1943 UIT WESTERBORK VERMOORD 28.5.1943 IN SOBIBOR                         | Stationsplein 11                                           | Mozes Kanarek (1891–1943)                        |
|            | HIER WOONDE GITTEL KANAREK-ZUCKER GEB. 1894 DEPORTATIE 25.5.1943 UIT WESTERBORK VERMOORD 28.5.1943 IN SOBIBOR                 | Stationsplein 11                                           | Gittel Kanarek-Zucker (1894–1943)                |
|            | HIER WOONDE ESTHER KOOL-PRESSER GEB. 1922 DEPORTATIE 16.10.1942 UIT WESTERBORK VERMOORD 19.10.1942 IN AUSCHWITZ               | Middenstraat 93                                            | Esther Kool-Presser (1922–1942)                  |
|            | HIER WOONDE ERICH MARX GEB. 1910 GEDEPORTEERD 18.5.1943 UIT WESTERBORK VERMOORD 21.5.1943 SOBIBOR                             | Torenstraat 4                                              | Erich Marx (1910–1943)                           |
|            | HIER WOONDE HERMANN MARX GEB. 1885 GEDEPORTEERD 9.2.1943 UIT WESTERBORK VERMOORD 12.2.1943 AUSCHWITZ                          | Torenstraat 4                                              | Hermann Marx (1885–1943)                         |
|            | HIER WOONDE KURT MARX GEB. 1912 GEDEPORTEERD 4.5.1943 UIT WESTERBORK VERMOORD 7.5.1943 SOBIBOR                                | Torenstraat 4                                              | Kurt Marx (1912–1943)                            |
|            | HIER WOONDE OLGA MARX- GOLDBACH GEB. 1878 GEDEPORTEERD 22.1.1943 UIT KLINIEK APELDOORNSCHE BOSCH VERMOORD 25.1.1943 AUSCHWITZ | Torenstraat 4                                              | Olga Marx-Goldbach (1878–1943)                   |
|            | HIER WOONDE LUDWIG MATZNER GEB. 1887 GEDEPORTEERD 25.2.1944 UIT WESTERBORK VERMOORD 29.7.1944 THERESIENSTADT                  | Herengracht 31                                             | Ludwig Matzner (1887–1944)                       |
|            | IN MEMORIAM SJUDIE MENKO GEB. 1875 DEPORTATIE 30.3.1943 UIT WESTERBORK VERMOORD 2.4.1943 IN SOBIBOR                           | Nieuwstraat 5 (voorheen Stationsplein 8 en Herensingel 74) | Sjudie Menko (1875–1943)                         |
|            | IN MEMORIAM HIJMAN MULLER GEB. 1938 DEPORTATIE 21.8.1942 UIT WESTERBORK VERMOORD 30.9.1942 IN AUSCHWITZ                       | Nieuwstraat 5 (voorheen Stationsplein 8 en Herensingel 74) | Hijman Muller (1938–1942)                        |
|            | IN MEMORIAM MACHIEL MULLER GEB. 1909 DEPORTATIE 21.8.1942 UIT WESTERBORK VERMOORD 30.9.1942 IN AUSCHWITZ                      | Nieuwstraat 5 (voorheen Stationsplein 8 en Herensingel 74) | Machiel Muller (1909–1942)                       |
|            | IN MEMORIAM ANNA MULLER- DE LEEUW GEB. 1911 DEPORTATIE 7.8.1942 UIT WESTERBORK VERMOORD 30.9.1942 IN AUSCHWITZ                | Nieuwstraat 5 (voorheen Stationsplein 8 en Herensingel 74) | Anna Muller-de Leeuw (1911–1942)                 |
|            | HIER WOONDE GERRIT PRESSER GEB. 1918 GEDEPORTEERD 12.12.1942 UIT WESTERBORK VERMOORD 28.2.1943 IN MONOWITZ                    | Middenstraat 93                                            | Gerrit Presser (1918–1943)                       |
|            | HIER WOONDE JACOB PRESSER GEB. 1894 GEDEPORTEERD 18.1.1943 UIT WESTERBORK VERMOORD 21.1.1943 IN AUSCHWITZ                     | Middenstraat 93                                            | Jacob Presser (1894–1943)                        |
|            | HIER WOONDE SAARTJE PRESSER GEB. 1920 GEDEPORTEERD 18.1.1943 UIT WESTERBORK VERMOORD 21.1.1943 IN AUSCHWITZ                   | Middenstraat 93                                            | Saartje Presser (1920–1943)                      |
|            | HIER WOONDE KLAARTJE PRESSER- GOUDEKETTING GEB. 1890 DEPORTATIE 18.1.1943 UIT WESTERBORK VERMOORD 21.1.1943 IN AUSCHWITZ      | Middenstraat 93                                            | Klaartje Presser-Goudeketting (1890–1943)        |
|            | IN MEMORIAM JOSEPH MOZES ROOD GEB. 1883 DEPORTATIE 29.6.1943 UIT WESTERBORK VERMOORD 2.7.1943 IN SOBIBOR                      | Nieuwstraat 5 (voorheen Stationsplein 8 en Herensingel 74) | Joseph Mozes Rood (1883–1943)                    |
|            | IN MEMORIAM MOSES SALOMON ROOD GEB. 1916 DEPORTATIE 8.6.1943 UIT WESTERBORK VERMOORD 11.6.1943 IN SOBIBOR                     | Nieuwstraat 5 (voorheen Stationsplein 8 en Herensingel 74) | Moses Salomon Rood (1916–1943)                   |
|            | IN MEMORIAM MINA ROOD-MENKO GEB. 1877 DEPORTATIE 29.6.1943 UIT WESTERBORK VERMOORD 2.7.1943 IN SOBIBOR                        | Nieuwstraat 5 (voorheen Stationsplein 8 en Herensingel 74) | Mina Rood-Menko (1877–1943)                      |
|            | HIER WOONDE HENRIËTTE SCHULMAN GEB. 1888 DEPORTATIE 25.5.1943 UIT WESTERBORK VERMOORD 28.5.1943 IN SOBIBOR                    | Slijkstraat 28a                                            | Henriëtte Schulman (1888–1943)                   |
|            | HIER WOONDE MARGOT SCHULMAN GEB. 1898 DEPORTATIE 25.5.1943 UIT WESTERBORK VERMOORD 28.5.1943 IN SOBIBOR                       | Slijkstraat 28a                                            | Margot Schulman (1898–1943)                      |
|            | HIER WOONDE FANNI PEREL TAK-KANAREK GEB. 1923 DEPORTATIE 7.9.1943 UIT WESTERBORK VERMOORD 10.9.1943 IN AUSCHWITZ              | Stationsplein 11                                           | Fanni Perel Tak-Kanarek (1923–1943)              |
|            | HIER WOONDE DAVID VLEESCHHOUWER GEB. 1884 DEPORTATIE 1.6.1943 UIT WESTERBORK VERMOORD 4.6.1943 IN SOBIBOR                     | Binnenveer 11                                              | David Vleeschhouwer (1884–1943)                  |
|            | HIER WOONDE HENRIËTTE MIETJE VLEESCHHOUWER- MENKO GEB. 1885 DEPORTATIE 1.6.1943 UIT WESTERBORK VERMOORD 4.6.1943 IN SOBIBOR   | Binnenveer 11                                              | Henriëtte Mietje Vleeschhouwer-Menko (1885–1943) |
|            | IN MEMORIAM PHILIP SIMON DE VRIES GEB. 1858 DEPORTATIE 10.3.1943 UIT WESTERBORK VERMOORD 13.3.1943 IN SOBIBOR                 | Nieuwstraat 5 (voorheen Stationsplein 8 en Herensingel 74) | Philip Simon de Vries (1858–1943)                |
|            | IN MEMORIAM RACHEL PHILIP DE VRIES GEB. 1886 DEPORTATIE 10.3.1943 UIT WESTERBORK VERMOORD 13.3.1943 IN SOBIBOR                | Nieuwstraat 5 (voorheen Stationsplein 8 en Herensingel 74) | Rachel Philip de Vries (1886–1943)               |
|            | HIER WOONDE BAREND WONDER GEB. 1885 DEPORTATIE 30.3.1943 UIT WESTERBORK VERMOORD 2.4.1943 IN SOBIBOR                          | Nieuwstraat 10                                             | Barend Wonder (1885–1943)                        |
|            | HIER WOONDE JACOB ABRAHAM WONDER GEB. 1926 DEPORTATIE 30.3.1943 UIT WESTERBORK VERMOORD 2.4.1943 IN SOBIBOR                   | Nieuwstraat 10                                             | Jacob Abraham Wonder (1926–1943)                 |
|            | HIER WOONDE JACOBA WONDER GEB. 1920 DEPORTATIE 9.2.1943 UIT WESTERBORK VERMOORD 12.2.1943 IN AUSCHWITZ                        | Slijkstraat 20                                             | Jacoba Wonder (1920–1943)                        |
|            | HIER WOONDE KAATJE WONDER GEB. 1923 DEPORTATIE 30.3.1943 UIT WESTERBORK VERMOORD 2.4.1943 IN SOBIBOR                          | Nieuwstraat 10                                             | Kaatje Wonder (1923–1943)                        |
|            | HIER WOONDE LEVIE JACOB WONDER GEB. 1887 DEPORTATIE 4.9.1942 UIT WESTERBORK VERMOORD 7.9.1942 IN AUSCHWITZ                    | Slijkstraat 20                                             | Levie Jacob Wonder (1887–1942)                   |
|            | HIER WOONDE EMMA MIETJE WONDER-MENKO GEB. 1893 DEPORTATIE 30.3.1943 UIT WESTERBORK VERMOORD 2.4.1943 IN SOBIBOR               | Nieuwstraat 10                                             | Emma Mietje Wonder-Menko (1893–1943)             |
|            | HIER WOONDE ROSALIE MIETJE WONDER-MENKO GEB. 1890 DEPORTATIE 4.9.1942 UIT WESTERBORK VERMOORD 7.9.1942 IN AUSCHWITZ           | Slijkstraat 20                                             | Rosalie Mietje Wonder-Menko (1890–1942)          |

## Data van plaatsingen
De plaatsing vond plaats op 6 mei 2009 door de kunstenaar Gunter Demnig persoonlijk.